# Мамлюкское правление в Ираке

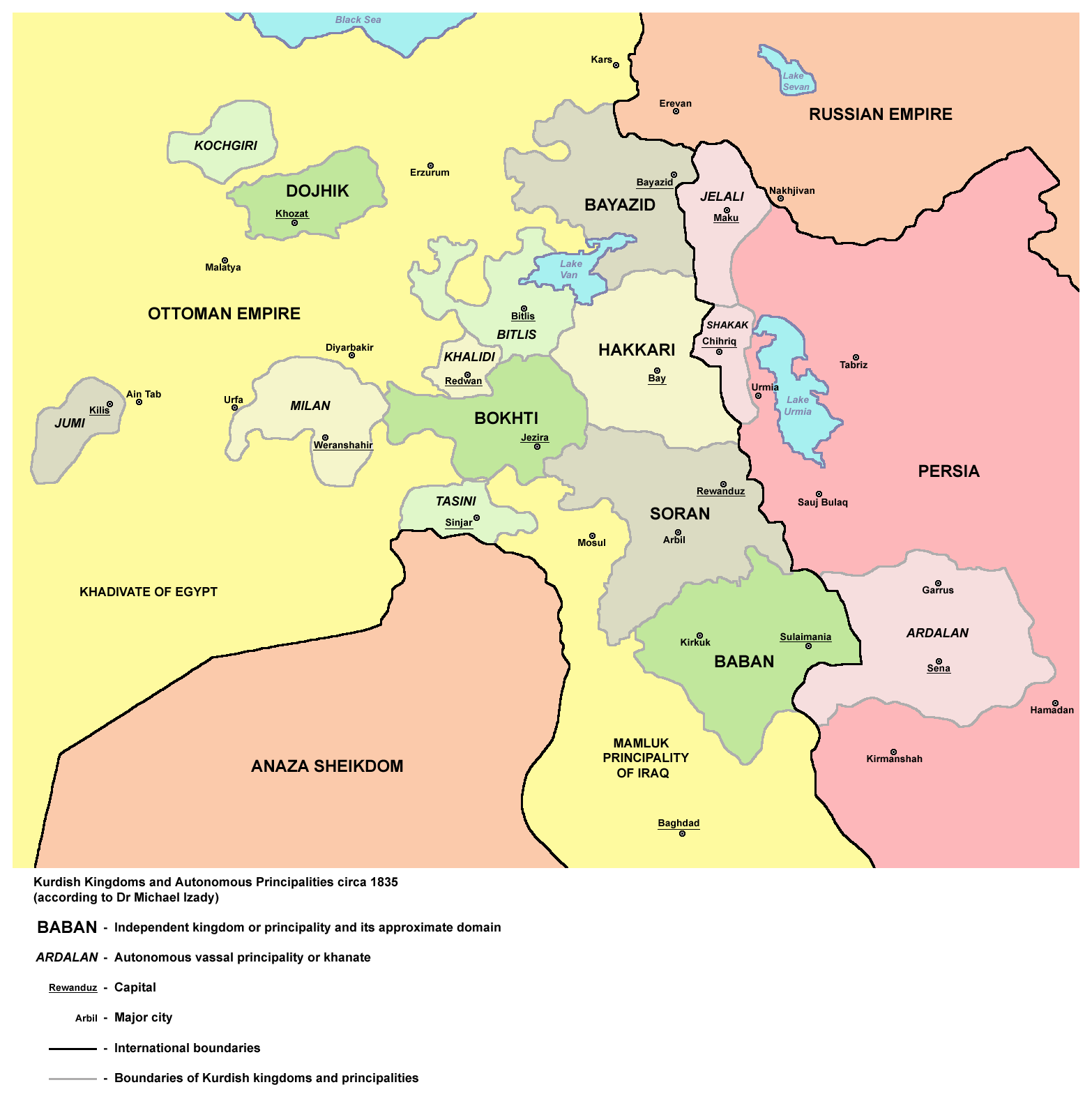
Северный Ирак до 1835 года

Мамлюкское правление в Ираке — период истории Ирака с 1704 по 1831 год, когда у власти там находилась мамлюкская династия грузинского происхождения.

## Предыстория
Турки в 1534 году завоевали Восточную Анатолию до озера Ван и территорию северного Ирака. В 1638 году Мурад IV взял Багдад и установил контроль над всей Месопотамией. В XVII веке частые конфликты с персами подорвали силы Османской империи и ослабили её контроль над Месопотамией. В Ираке вновь начала доминировать племенная власть и началась вражда между суннитами и шиитами. Положение ухудшилось в связи с миграцией племен бедуинов из Неджда. Бедуинские налёты на населённые пункты сильно разрушали экономику провинции. На севере курдская династия Бабан начала вооружённые действия против османских войск, Иракский Курдистан полностью вышел из-под контроля османских властей. Между 1625 и 1668 годами и с 1694 по 1701 год местные шейхи правили Басрой, они игнорировали власть османского губернатора в Багдаде.
Племенные войны и ухудшение городской жизни были временно искоренены с возрождением мамлюков.

## История
В 1704 году османский губернатор грузинского происхождения Хасан Паша прибыл из Стамбула и наладил управление в Ираке. Начав расширение своего господства с Басры, мамлюки в конечном итоге контролировали долины рек Тигра и Евфрата. Сын и преемник Хасана Ахмад Паша по-прежнему нанимал мамлюков на ключевые административных и военные должности. И Хасан, и Ахмед оказали ценную услугу Османскому правительству, наведя порядок в Ираке, подчинив непокорные племена и обеспечив стабильный притока налогов в казну в Стамбуле, а также защищая Ирак от военной угрозы со стороны иранских Сефевидов.
К моменту смерти Ахмада Паши в 1747 году мамлюки в Ираке были организованы в мощный государственный аппарат со своей армией в виде двухтысячного элитного корпуса («Грузинская гвардия»). После смерти Ахмада султан пытался устранить мамлюков от власти в Ираке. Однако Сулейман Абу-Лейла, зять Ахмада паши, двинулся из Басры на Багдад и вытеснил Османской администратору. Это позволило мамлюкам на 84 года установить свой контроль над Ираком. Мамлюки правили пашалыках Багдада, Басры и Шахризора, а пашалык Мосула был под властью иракской династии Джалили.
По большей части правление мамлюков символизировало политическую стабильность и экономическое возрождение. Лидер мамлюков Сулейман II Великий (1780—1802), добился больших успехов в установлении законности в провинции. Последний лидер мамлюков, Дауд-паша (1816-31), инициировал важные программы модернизации, которая включала очистку каналов, создание отраслей промышленности и создание двадцатитысячной профессиональной армии по европейскому образцу.
Период мамлюков закончился в 1831 году, когда сильное наводнение и чума опустошили Багдад, позволив османскому султану Махмуду II захватить после десятидневной осады Багдад и установить контроль над Ираком.

## Правители
1. Хасан-паша (1704—1723)
2. Ахмад-паша (1723—1734, 1736—1747)
3. Сулейман Абу Лейла-паша (1749—1762)
4. Омар-паша (1762—1776)
5. Мустафа-паша (1776)
6. Абдулла-паша (1776—1777)
7. Хасан-паша (1777—1779)
8. Сулейман-паша Великий (1780—1802)
9. Али-паша (1802—1807)
10. Сулейман-паша Маленький (1807—1810)
11. Саид-паша(1812—1817)
12. Дауд-паша (1817—1831)